# Plan Grande, Amatenango de la Frontera
Plan Grande är en ort i Mexiko.   Den ligger i kommunen Amatenango de la Frontera och delstaten Chiapas, i den sydöstra delen av landet, 900 km sydost om huvudstaden Mexico City. Plan Grande ligger 1 211 meter över havet och antalet invånare är 345.
Terrängen runt Plan Grande är bergig åt sydost, men åt nordväst är den kuperad. Runt Plan Grande är det ganska tätbefolkat, med 199 invånare per kvadratkilometer. Närmaste större samhälle är Frontera Comalapa, 14,3 km nordväst om Plan Grande. I omgivningarna runt Plan Grande växer huvudsakligen savannskog.